# Huis Nassau-Weilburg (1629-1816)
Het Huis Nassau-Weilburg was een zijtak van de Walramse Linie van het Huis Nassau, een Duitse adellijke familie. Het Huis Nassau-Weilburg ontstond in 1629 door de deling door de zoons van graaf Lodewijk II van Nassau-Saarbrücken en heerste over een deel van het graafschap Nassau. Het hoofd van het huis werd in 1688 verheven tot rijksvorst. Door het uitsterven van het Huis Nassau-Usingen in 1816, werd het hoofd van het Huis Nassau-Weilburg de enige regent van de Walramse Linie en hield het huis als zijtak op te bestaan. Voordien was er nog een zijtak die Nassau-Weilburg genoemd wordt.

## Ontstaan van het huis
Het Huis Nassau-Weilburg ontstond in 1629 door de eerste deling tussen de zoons van graaf Lodewijk II van Nassau-Saarbrücken: Willem Lodewijk, Johan, Ernst Casimir en Otto. Deze hadden hun vader in 1627 opgevolgd en tot dan gezamenlijk geregeerd. Ernst Casimir verkreeg bij die verdeling Weilburg. Bij de nieuwe verdeling in 1651 ontving Ernst Casimir als zijn bezit Weilburg, Merenberg, Gleiberg, Reichelsheim, Kirchheim, Stauf, Hüttenberg (gezamenlijk bezit met Hessen), Cleeberg en Löhnberg.
Rooms-koning Adolf van Nassau kocht op 17 januari 1294 de heerlijkheid Weilburg voor 400 pond heller van het bisdom Worms. De plaats Weilburg verleende hij op 29 december 1295 stadsrechten. Graaf Johan I van Nassau-Weilburg verkreeg bij zijn eerste huwelijk in 1333 de heerlijkheid Merenberg en het graafschap Gleiberg. Graaf Filips I van Nassau-Weilburg erfde in 1393 onder andere Kirchheim en Stauf (Eisenberg), en verwierf in 1423 Reichelsheim. Ook verwierf Filips I delen van Cleeberg en Löhnberg. Graaf Filips III van Nassau-Weilburg verwierf in 1536 het Hessische deel van Löhnberg.

## Regerende graven en vorsten

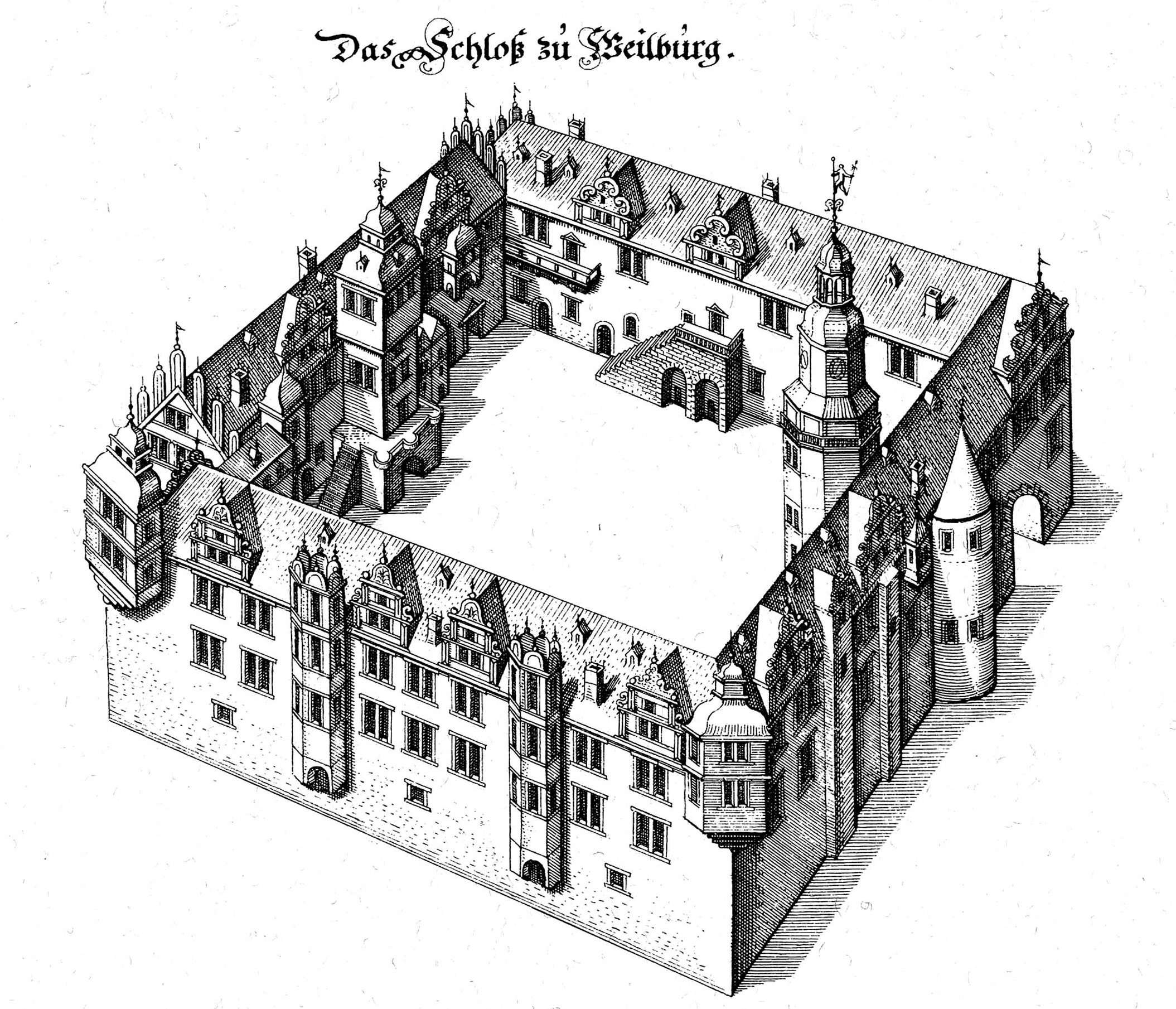
Gravure van Slot Weilburg door Matthäus Merian uit 1655

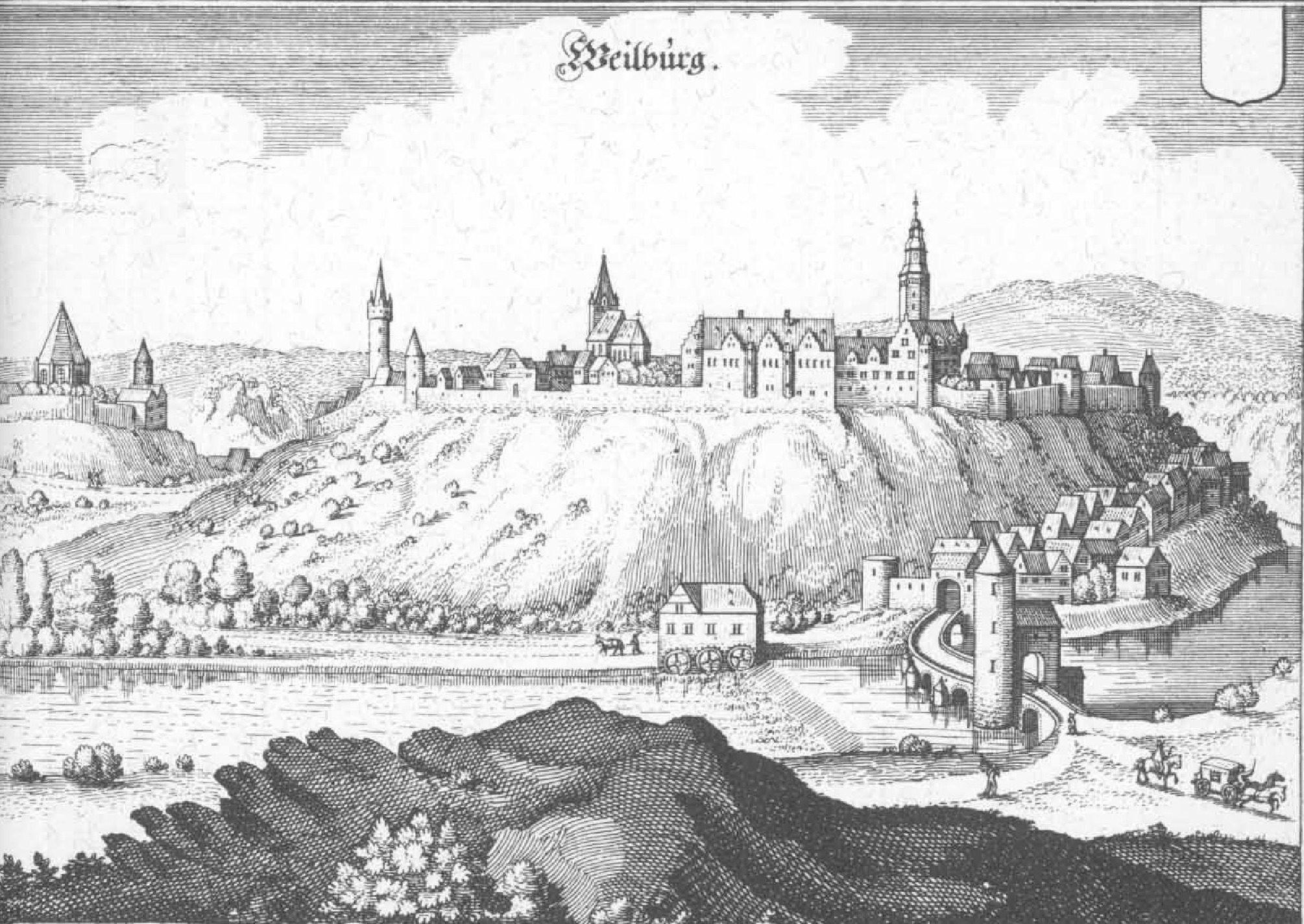
Gravure van de stad Weilburg door Matthäus Merian uit 1655

### Ernst Casimir (1629-1655)
Ernst Casimir van Nassau-Weilburg (Saarbrücken 15 november 1607 - Weilburg 16 april 1655 o.s.) was de achtste zoon van graaf Lodewijk II van Nassau-Saarbrücken en Anna Maria van Hessen-Kassel. Hij volgde in 1627 zijn vader op samen met zijn broers. Ernst Casimir stond onder regentschap van zijn oudste broer Willem Lodewijk. Hij verkreeg in 1629 bij een eerste deling Weilburg. Op 24 november 1632 overleed de jongste broer Otto en op 11 december werd Ernst Casimir meerderjarig.
In de Dertigjarige Oorlog (1618-1648) had Lodewijk II een voorzichtige neutraliteit gehandhaafd, die knellende inkwartieringen in zijn bezittingen echter niet voorkomen kon. Toen koning Gustaaf II Adolf van Zweden aan het einde van het jaar 1630 naar de Rijn kwam, stelden Ernst Casimir en zijn broers zich te zijner beschikking en verklaarden daarmee de oorlog aan hun keizer. Nadat koning Gustaaf Adolf op 16 november 1632 was gesneuveld, verbonden de drie graven zich op de bijeenkomst van de protestantse standen in Heilbronn met de Zweedse rijkskanselier Axel Oxenstierna.
Na nederlagen van Zweden en zijn bondgenoten ontnam keizer Ferdinand II Ernst Casimir en zijn broers hun landen. Op 30 mei 1635 sloot een reeks rijksstanden, waaronder Keurbrandenburg en Keursaksen, de Vrede van Praag, waarbij de graven van Nassau uitdrukkelijk werden uitgesloten. In november 1635 verscheen de keizerlijke commissaris in de Nassause landen en verklaarde de drie broers vervallen van hun graafschappen en al hun bezittingen.
Ernst Casimir verbleef tussen 1634 en 1646 in ballingschap te Metz gedurende welke periode de keizer zijn gebieden verdeelde tussen de vorst van Schwarzburg en de keurvorst van Mainz. Een poging om keizerlijke gratie te verkrijgen, mislukte in 1636. In het volgende jaar werden de graven geïnformeerd over de redenen voor de keizerlijke ongenade. Pas in 1639 ontvingen Willem Lodewijk en Ernst Casimir een vrijgeleide, zodat zij persoonlijk hun zaak in Wenen konden behartigen.
Ernst Casimir was tot 1646 kolonel van een Deens regiment in het Staatse leger. Hij verkreeg in 1646 bij zijn terugkeer in Duitsland zijn bezittingen terug.
Ernst Casimir ging in 1651 met zijn broer Johan en hun neven Johan Lodewijk, Gustaaf Adolf en Walraad over tot een nieuwe verdeling. Ernst Casimir ontving als zijn bezit Weilburg, Merenberg, Gleiberg, Reichelsheim, Kirchheim, Stauf, Hüttenberg, Cleeberg en Löhnberg.
Ernst Casimir overleed in 1655 en werd begraven in de Sint-Maartenskerk te Weilburg. In 1909 werd hij herbegraven in de nieuwe crypte in de slotkerk van Weilburg.
Uit zijn huwelijk met Anna Maria van Sayn-Wittgenstein-Sayn werden zes kinderen geboren, waaronder zijn zoon en opvolger Frederik.

### Frederik (1655-1675)
Frederik van Nassau-Weilburg (Metz 16 april 1640 o.s. - Weilburg 19 september 1675 o.s.) was de vierde, maar oudst overlevende, zoon van graaf Ernst Casimir van Nassau-Weilburg en Anna Maria van Sayn-Wittgenstein-Sayn. Omdat zijn familie wegens de Dertigjarige Oorlog naar Metz was gevlucht, bracht hij daar ook zijn eerste jaren door. Na de oorlog keerde het gezin terug naar een verwoest land.
Frederik volgde in 1655 zijn vader op als graaf van Nassau-Weilburg. Hij stond tot 1663 onder regentschap van zijn oom Johan van Nassau-Idstein. Sinds 1672 bevond zijn land zich in feite weer in oorlog.
Frederik overleed in 1675 aan een ruiterongeval en werd begraven in de Sint-Maartenskerk te Weilburg.
Uit zijn huwelijk met Christiane Elisabeth van Sayn-Wittgenstein-Homburg werden drie kinderen geboren, waaronder zijn zoons en opvolgers Johan Ernst en Frederik Willem Lodewijk.

### Frederik Willem Lodewijk (1675-1684)
Frederik Willem Lodewijk van Nassau-Weilburg (Weilburg 21 augustus 1665 o.s. - Boedapest 14 augustus 1684) was de tweede zoon van graaf Frederik van Nassau-Weilburg en Christiane Elisabeth van Sayn-Wittgenstein-Homburg.
Toen zijn vader als gevolg van een ruiterongeval in 1675 overleed, was Frederik Willem Lodewijk 10 jaar oud. Hij erfde samen met zijn oudere broer Johan Ernst het graafschap Nassau-Weilburg. Tot hun voogd werd Johan van Nassau-Idstein benoemd. De broers brachten hun jeugd door in Weilburg, waar ze les kregen van privéleraren. Na het overlijden van hun voogd in 1677, werd de voogdij overgedragen aan Johan Lodewijk van Nassau-Ottweiler, en de broers verhuisden in 1679 naar hun voogd in Ottweiler. In 1683 werd Johan Ernst meerderjarig verklaard. Frederik Willem Lodewijk sneuvelde in 1684 tegen de Turken. Johan Ernst werd de enige heerser over Nassau-Weilburg.

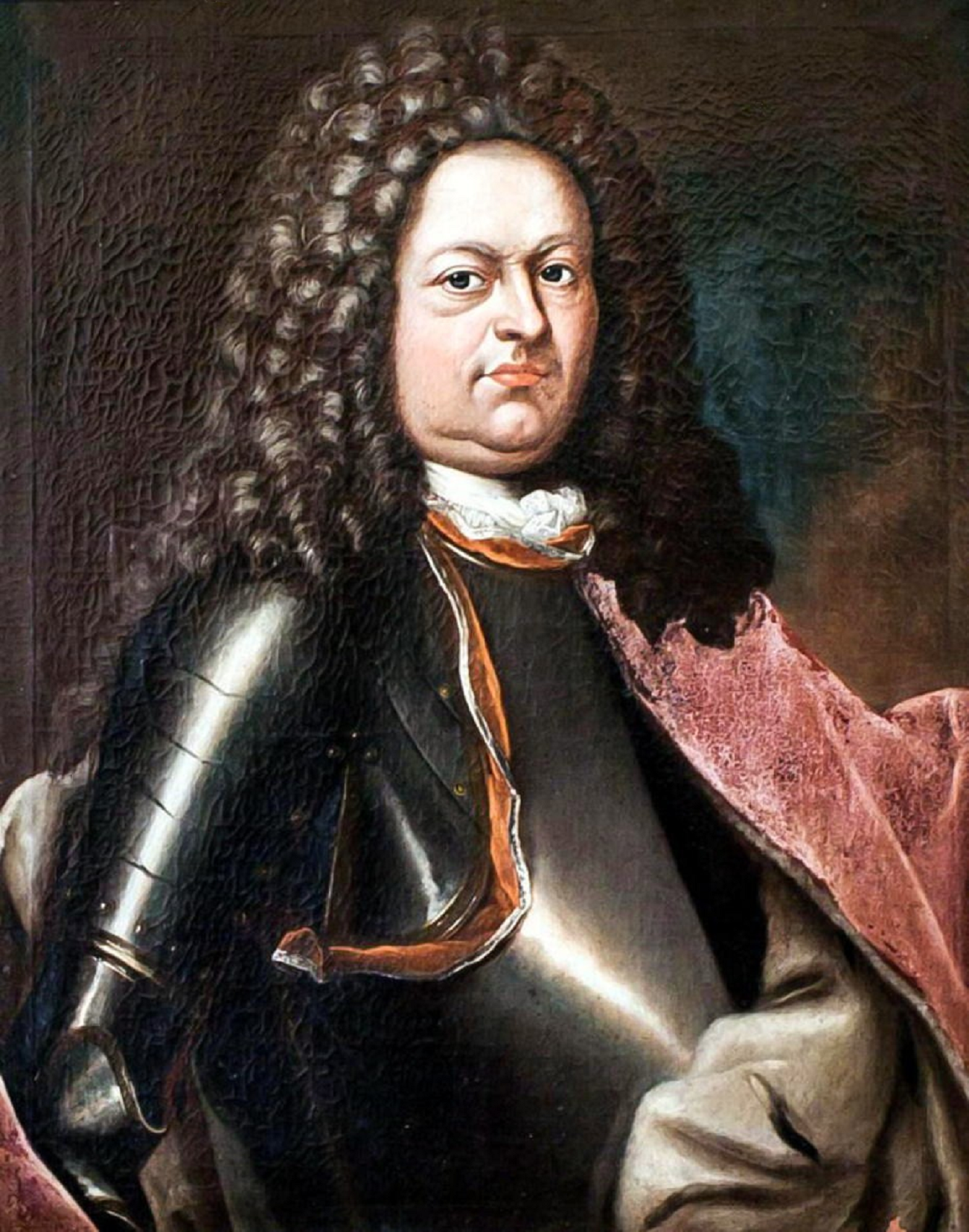
Graaf Johan Ernst

### Johan Ernst (1675-1719)
Johan Ernst van Nassau-Weilburg (Weilburg 13 juni 1664 o.s. - Heidelberg 27 februari 1719) was de oudste zoon van graaf Frederik van Nassau-Weilburg en Christiane Elisabeth van Sayn-Wittgenstein-Homburg.
Toen zijn vader als gevolg van een ruiterongeval in 1675 overleed, was Johan Ernst 11 jaar oud. Johan Ernst erfde samen met zijn broer Frederik Willem Lodewijk het graafschap Nassau-Weilburg. In juli 1679 begon Johan Ernst met de studie aan de Universiteit van Tübingen. Van 1681 tot 1682 hield hij zich op aan het hof van koning Lodewijk XIV van Frankrijk in het Paleis van Versailles. In 1683 werd hij meerderjarig verklaard. In 1684 sneuvelde zijn broer en werd Johan Ernst de enige heerser over Nassau-Weilburg.
Aanvankelijk controleerde Johan Ernst alleen de gebieden rechts van de Rijn van zijn graafschap, omdat de delen links van de Rijn, Kirchheim en Stauf (Eisenberg), bezet werden door Frankrijk. Pas bij de Vrede van Rijswijk in 1697 kreeg hij de gebieden links van de Rijn terug. Hij voerde het eerstgeboorterecht (primogenituur) voor zijn huis in.
Op 4 augustus 1688 verleende keizer Leopold I de waardigheid van rijksvorst aan de zijtakken uit de Walramse Linie van het Huis Nassau rechts van de Rijn (Nassau-Weilburg, Nassau-Idstein en Nassau-Usingen). Omdat Johan Ernst weigerde zijn deel van de oorkondevergoeding van 21.420 gulden te betalen, hielden Walraad van Nassau-Usingen en George August Samuel van Nassau-Idstein de benoemingsoorkonde achter. Johan Ernst voerde de titel rijksvorst nooit.
In 1697 werd Johan Ernst gouverneur van de Paltse residentiestad Düsseldorf. In 1701 organiseerde Johan Ernst de inzet van het rijksleger van de Boven-Rijnse Kreits voor de Spaanse Successieoorlog. Hij was betrokken bij de belegering en bestorming van de vesting Landau in de Palts in 1702 en verdreef in aansluiting daarop een Frans leger onder maarschalk Tallard uit de Hunsrück. Daarvoor werd hij in 1703 benoemd tot veldmaarschalk van de Palts. Ook was hij sinds 16 december 1702 president van de krijgsraad.
Terwijl de keizerlijke veldheer prins Eugenius van Savoye in Beieren tegen de Franse maarschalk Villars optrok, bleef Johan Ernst aan de Rijn om Landau te verdedigen tegen Tallard. Op 15 november 1703 kwam het tot de Slag bij Speyerbach, waarbij de keizerlijke troepen verloren van de Fransen. Onder de ongeveer 8.000 doden was de oudste zoon van Johan Ernst, kolonel Frederik Lodewijk van Nassau-Weilburg. Daarna nam Johan Ernst niet meer aan grote veldslagen deel. In 1706 trok hij zich volledig terug uit de actieve legerdienst en werd groothofmeester van de keurvorst van de Palts. In 1716 eindigde zijn ambt als gouverneur van Düsseldorf en groothofmeester en keerde hij naar Weilburg terug. Voor zijn prestaties werd hij in de Hubertusorde opgenomen.
Johan Ernst overleed in 1719 tijdens een kuur in Heidelberg. Hij werd begraven in de Slotkerk te Weilburg.
Uit zijn huwelijk met Maria Polyxena van Leiningen-Dachsburg-Hartenburg werden negen kinderen geboren, waaronder zijn zoon en opvolger Karel August.

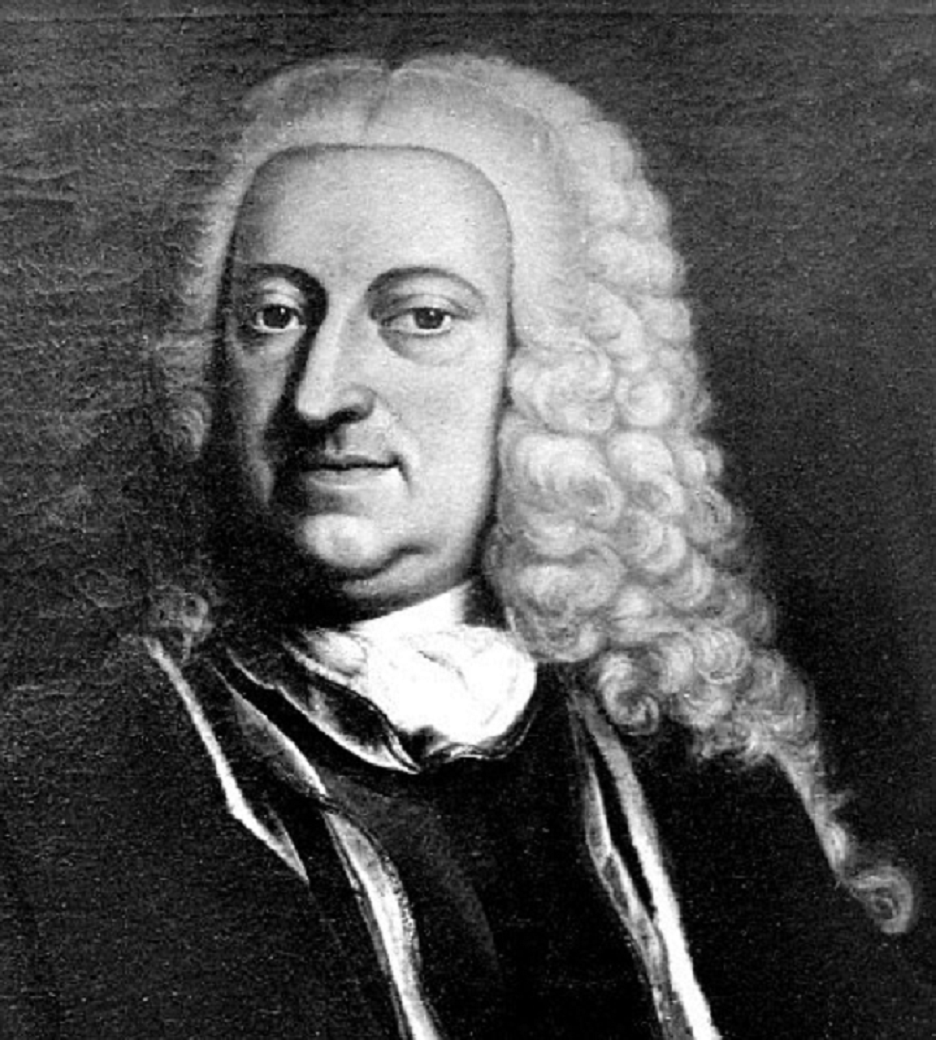
Vorst Karel August

### Karel August (1719-1753)
Karel August van Nassau-Weilburg (Weilburg 17 september 1685 o.s. - Weilburg 9 november 1753) was de tweede zoon van graaf Johan Ernst van Nassau-Weilburg en Maria Polyxena van Leiningen-Dachsburg-Hartenburg. Doordat zijn vader het eerstgeboorterecht voor zijn huis had ingevoerd werd Karel August pas na het sneuvelen van zijn oudere broer Frederik Lodewijk in 1703 erfprins. Hij trad op jonge leeftijd in Saksische dienst en was Saksische ambassadeur aan het Franse hof in Parijs.
Karel August volgde in 1719 zijn vader op als vorst van Nassau-Weilburg. Hij nam op 27 september 1737 de titel van rijksvorst aan, maar zonder de tak Nassau-Usingen (Nassau-Idstein was in 1721 met het overlijden van zijn schoonvader George August Samuel van Nassau-Idstein in mannelijke lijn uitgestorven) de in 1688 betaalde kosten voor de oorkonde van het vorstendiploma te vergoeden.
Karel August ging in 1745 met Willem Hendrik van Nassau-Saarbrücken over tot de verdeling van Saarwerden en Herbitzheim en verkreeg daarbij ⅓ deel.
Karel August overleed in 1753. Hij werd begraven in de Slotkerk te Weilburg.
Uit zijn huwelijk met Augusta Frederica van Nassau-Idstein werden zes dochters en zijn zoon en opvolger Karel Christiaan geboren.

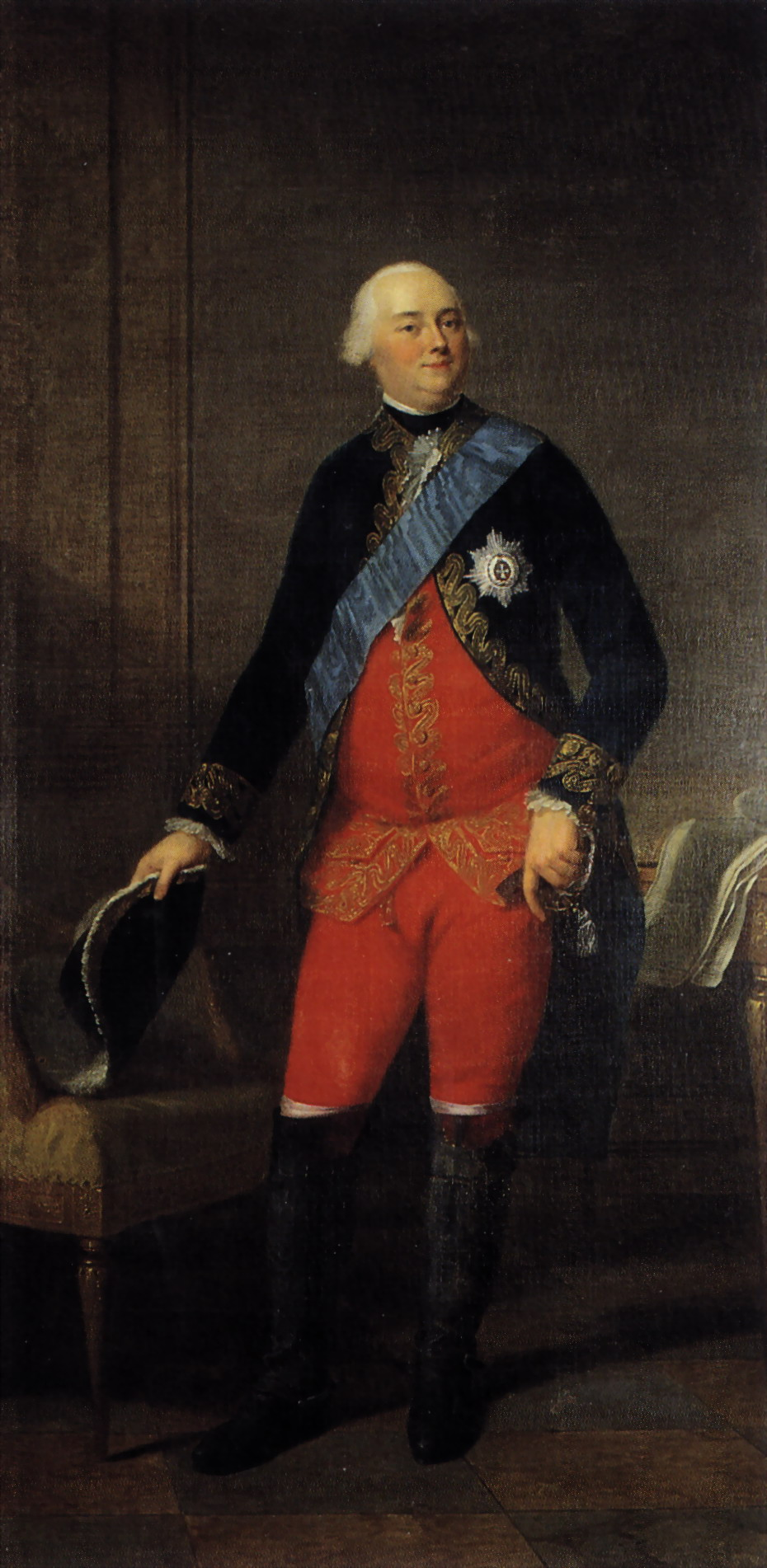
Vorst Karel Christiaan

### Karel Christiaan (1753-1788)
Karel Christiaan van Nassau-Weilburg (Weilburg 16 januari 1735 - Münsterdreisen bij Kirchheim 28 november 1788) was de enige zoon van vorst Karel August van Nassau-Weilburg en Augusta Frederica van Nassau-Idstein.
Tot opvoeder van Karel Christiaan werd in 1744 de Deense kolonel Karl de la Pottrie benoemd, die met zijn leerling naar Lausanne ging. Karel Christiaan volgde zijn vader in 1753 op, onder regentschap van vorst Karel van Nassau-Usingen, maar werd al in 1754 meerderjarig verklaard door keizer Frans I.
Karel Christiaan werd in 1758 kolonel van een infanterieregiment in het Staatse leger. Hij droeg de staatszaken van Nassau-Weilburg over aan De la Pottrie. Ter gelegenheid van zijn huwelijk met Carolina van Oranje-Nassau werd hij in 1760 benoemd tot generaal van de Staatse infanterie en gouverneur van Bergen op Zoom. Aangezien zijn echtgenote in het geval van een minderjarig overlijden van prins Willem V van Oranje-Nassau in aanmerking kwam voor het stadhouderschap, vestigden zij zich in Den Haag aan het Korte Voorhout in een door Pieter de Swart ontworpen stadspaleis, de huidige Koninklijke Schouwburg. Nadat Willem V meerderjarig was geworden, resideerden Karel Christiaan en Carolina ook te Weilburg en Kirchheimbolanden.
In 1765 werd Karel Christiaan benoemd tot kolonel van een cavalerieregiment cavalerie en tot gouverneur van Sluis. Sinds 1769 commandeerde hij als luitenant-veldmaarschalk en later veldmaarschalk de troepen van de Boven-Rijnse Kreits. Op 5 januari 1773 werd Karel Christiaan benoemd tot gouverneur van Maastricht. In Maastricht liet hij in 1777 het bestaande gouvernementspaleis ingrijpend verbouwen.
In 1783 sloot Karel Christiaan een erfverdrag (Erneuerte Nassauische Erbverein) met Karel Willem van Nassau-Usingen, Lodewijk van Nassau-Saarbrücken en Willem V van Oranje-Nassau om de eenheid van de Nassause gebieden te bewaren. Daarbij werd onder andere voor het gehele Huis Nassau het eerstgeboorterecht ingevoerd.
Wegens de politieke problemen tussen de Republiek der Zeven Verenigde Nederlanden en keizer Jozef II nam Karel Christiaan in 1784 ontslag uit al zijn functies in de Republiek. Hij verlegde de hofhouding naar Nassau-Weilburg - voordien kwam hij slechts sporadisch in zijn stamland - waar de staatszaken sinds de dood van De la Pottrie in 1770 door Friedrich Ludwig Freiherr von Botzheim werden gevoerd. In 1787 keerde Karel Christiaan voor korte tijd naar de Republiek terug en voerde vergeefs onderhandelingen met de patriotten.
In eigen land ondersteunde hij de oprichting van pensioenfondsen voor de nabestaanden van seculiere ambtenaren, geestelijken en leraren en financierde hij de fondsen ook mee. Met een nieuwe verordening werd de armenverzorging hervormd, er werden maatregelen genomen om de landbouwopbrengsten te verbeteren en de handel te bevorderen. In het onderwijs werden verbeteringen in de lerarenopleiding en het schoolbezoek geïntroduceerd.
Karel Christiaan overleed in 1788 aan een beroerte in zijn jachtpaviljoen te Münsterdreisen, ca. 8 km van Kirchheim. Hij werd begraven in Kirchheimbolanden.
Uit zijn huwelijk met Carolina van Oranje-Nassau werden vijftien kinderen geboren, waaronder zijn zoon en opvolger Frederik Willem.

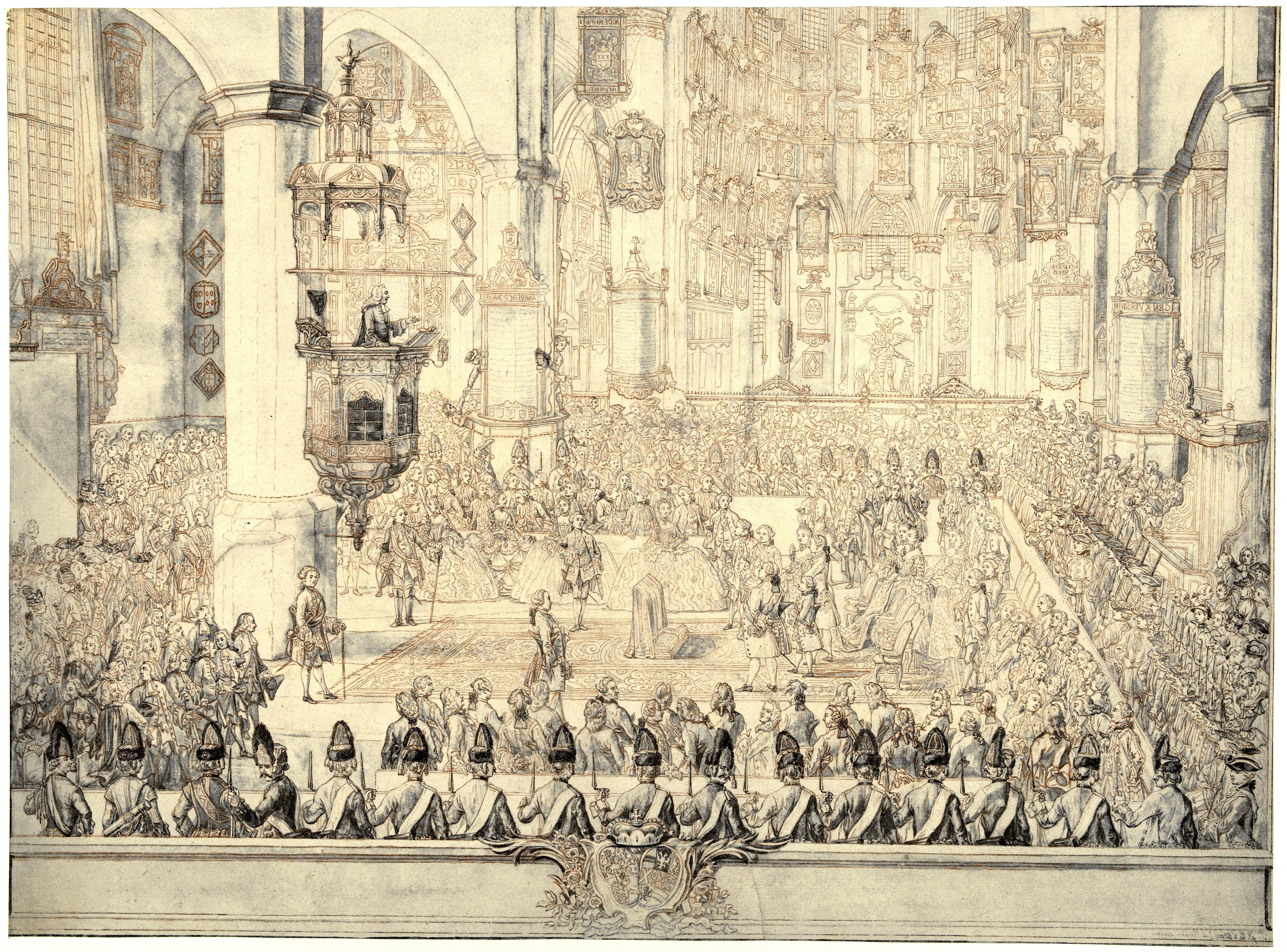
Het huwelijk van Karel Christiaan en Carolina in de Grote Kerk te Den Haag
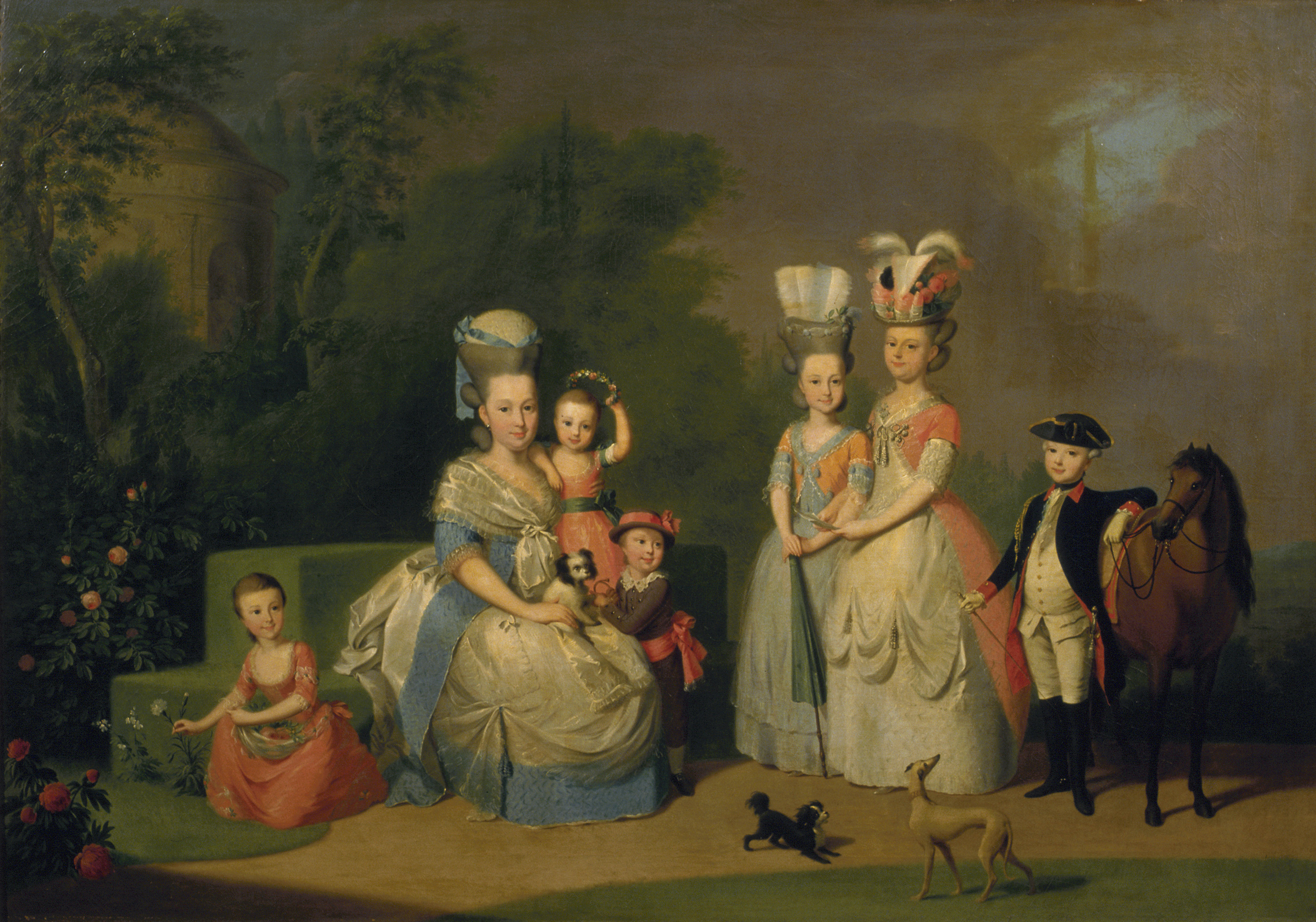
Carolina van Oranje-Nassau met haar kinderen ca. 1777-1778
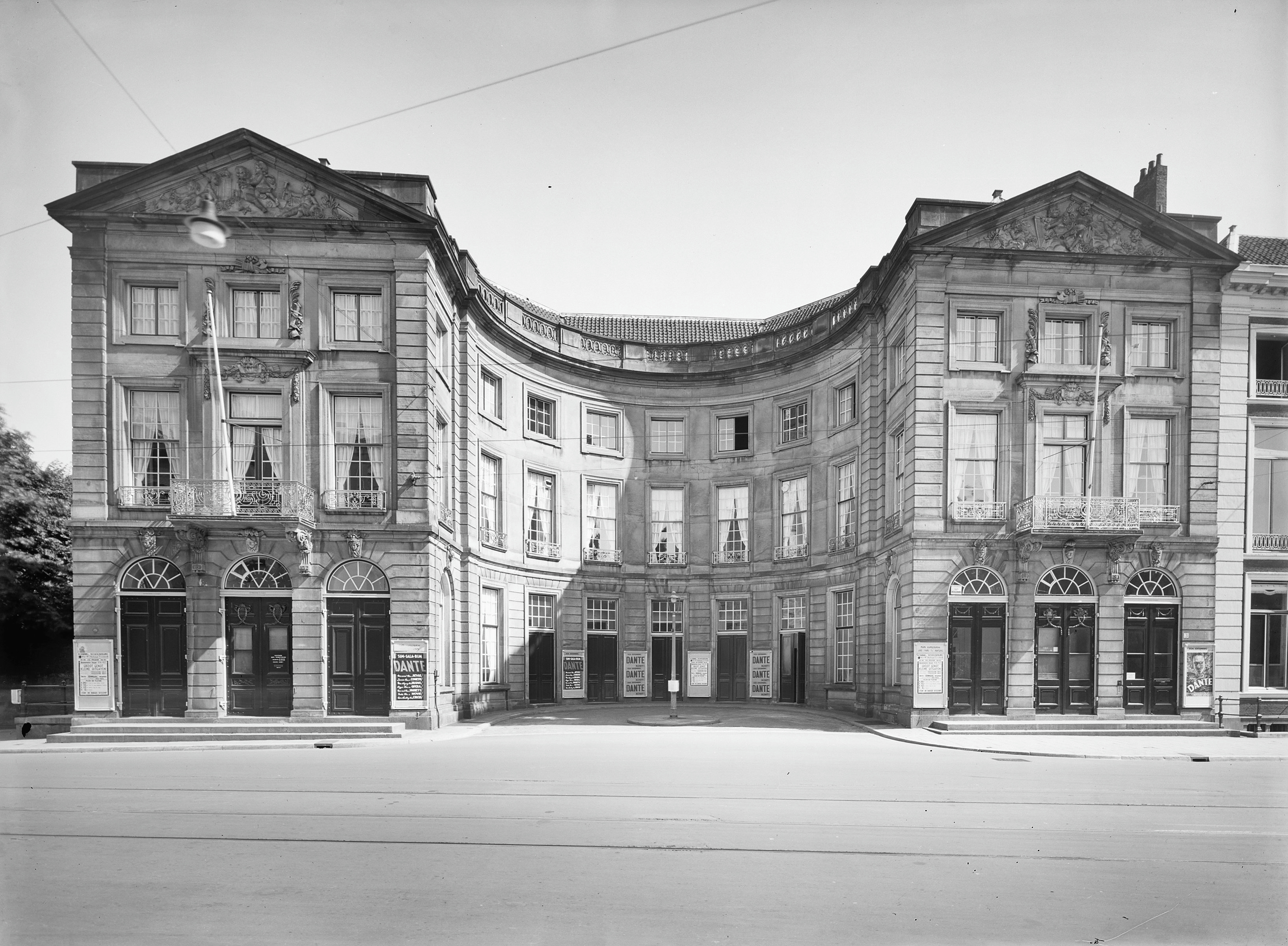
Het stadspaleis van Karel Christiaan in Den Haag, thans de Koninklijke Schouwburg
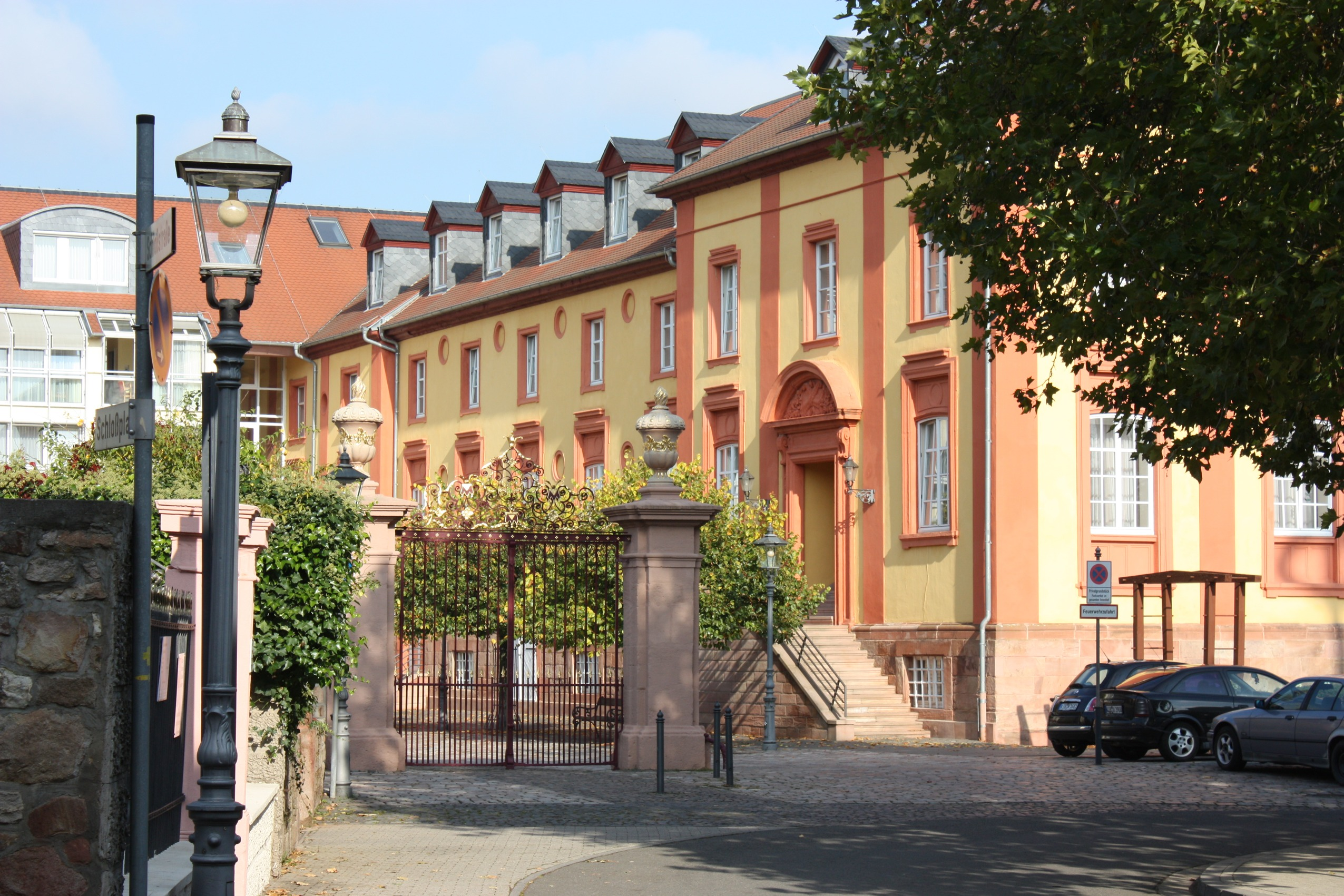
De bewaard gebleven vleugel van Slot Kirchheimbolanden, thans een verzorgingstehuis

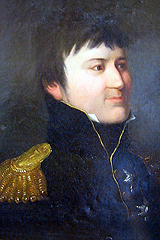
Vorst Frederik Willem

### Frederik Willem (1788-1816)
Frederik Willem van Nassau-Weilburg (Den Haag 25 oktober 1768 - Weilburg 9 januari 1816) was de vierde, maar oudst overlevende, zoon van vorst Karel Christiaan van Nassau-Weilburg en Carolina van Oranje-Nassau.
Frederik Willem werd na het overlijden van zijn broer Lodewijk in 1770 erfprins. Hij volgde in 1788 zijn vader op als vorst van Nassau-Weilburg. Hij stond tot 1789 onder regentschap.
Na de bezetting van het nabijgelegen Mainz door de Fransen vluchtte Frederik Willem in 1793 uit Slot Kirchheimbolanden naar Bayreuth. Daarmee eindigde voor het slot de functie als vorstelijke residentie, en daarmee ook de heerschappij van de vorsten van Nassau-Weilburg over deze regio.
Door zijn huwelijk verkreeg Frederik Willem in 1799 het graafschap Sayn-Hachenburg en het burggraafschap Kirchberg. In 1803 verkreeg hij bij de opheffing van het keizerrijk bezittingen van de keurvorst van Trier.
Frederik Willem trad in 1806 toe tot de Rijnbond en wist zo de annexatie van zijn grondgebied door Napoleon te verhinderen. Frederik Willem en zijn achterneef Frederik August van Nassau-Usingen regeerden gemeenschappelijk het nieuwe hertogdom Nassau (Frederik August droeg de titel hertog, Frederik Willem de titel vorst), dat was gevormd door samenvoeging van hun verenigde vroegere gebieden en vergroot met de aanwinsten door hun toetreding tot de Rijnbond, waaronder de soevereiniteit over het graafschap Holzappel en de heerlijkheid Schaumburg, het deel van het graafschap Diez dat bezit was van Willem VI van Oranje-Nassau, het graafschap Wied-Runkel, en bepaalde goederen van de vorsten van Solms.
Frederik August en Frederik Willem waren verlichte en liberale heersers die, door middel van hervormingen, zoals de afschaffing van belastingprivileges van de adel, de invoering van persvrijheid en de bepaling alle burgers voor de wet gelijk waren, een moderne staat stichtten. Ze schaften in 1808 de lijfeigenschap af, vaardigden in 1811 een op gelijkheid van heffing gebaseerde belastingwet uit, en schonken hun land op 1 en 2 september 1814 als eerste Duitse vorsten een grondwet die voorzag in een landdag.
Na de zich aftekenende nederlaag van Napoleon konden Frederik August en Frederik Willem door een tijdige wisseling van partij de soevereiniteit van hun land ook in de Duitse Bond redden. Nassause troepen namen op 18 juni 1815 onder het bevel van Arthur Wellesley, hertog van Wellington, deel aan de Slag bij Waterloo tegen Napoleon.
Al bij de vorming van het hertogdom Nassau was het duidelijk dat Frederik August zonder mannelijke erfgenamen zou blijven, zijn twee zoons waren reeds jong overleden. Het was dus te verwachten dat de waardigheid van de hertog zou toevallen aan Frederik Willem. Daartoe kwam het echter niet omdat Frederik Willem op 9 januari 1816 op 47-jarige leeftijd door een val van een trap in Slot Weilburg om het leven kwam. Frederik August overleed slechts een paar weken later, op 24 maart 1816, zodat Frederik Willems zoon Willem hertog werd. Frederik Willem werd begraven in de Slotkerk te Weilburg.
Uit zijn huwelijk met Louise Isabella Alexandrina Augusta van Sayn-Hachenburg werden vier kinderen geboren.

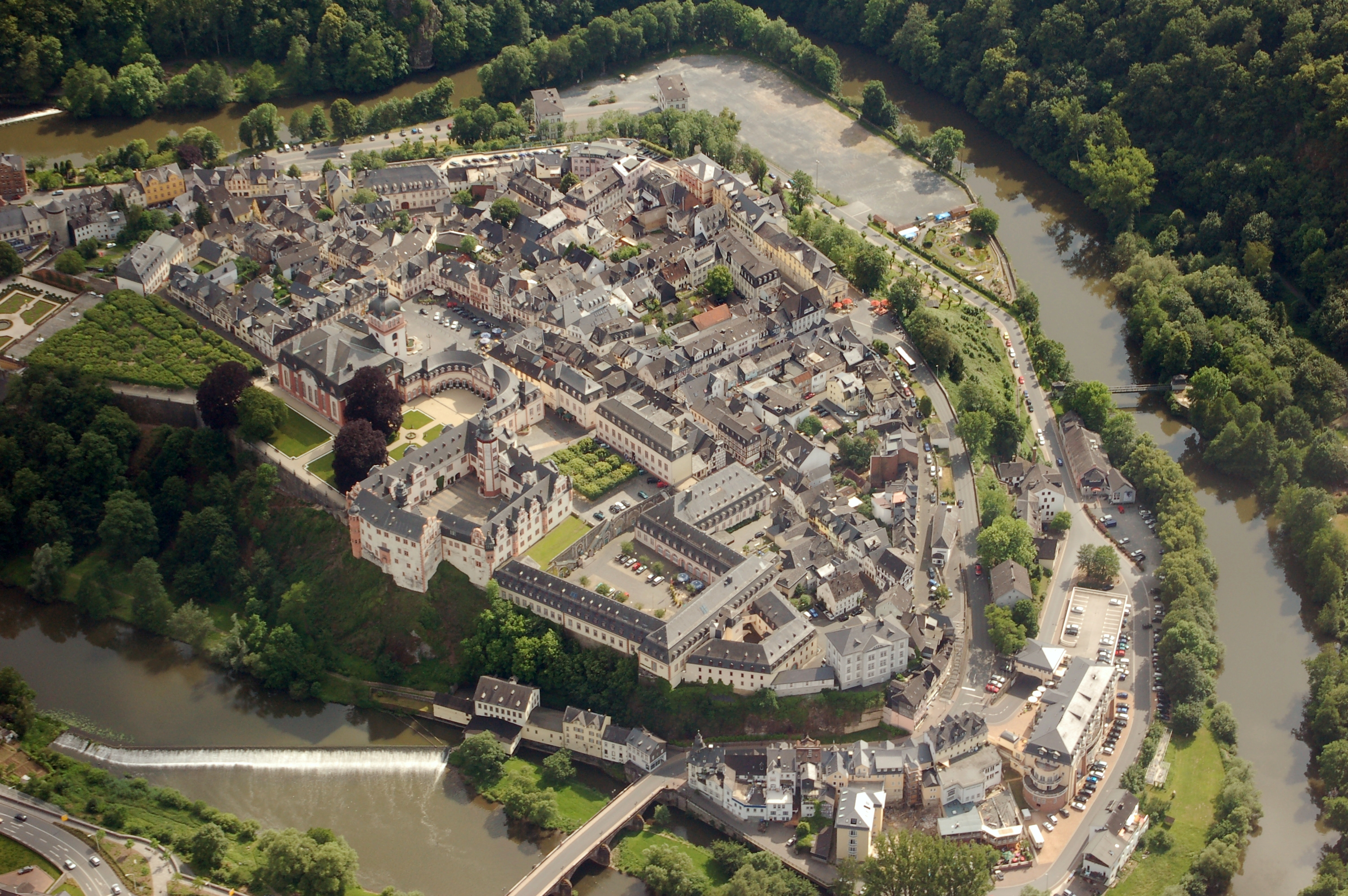
Luchtopname van Weilburg met het slot en de slotkerk
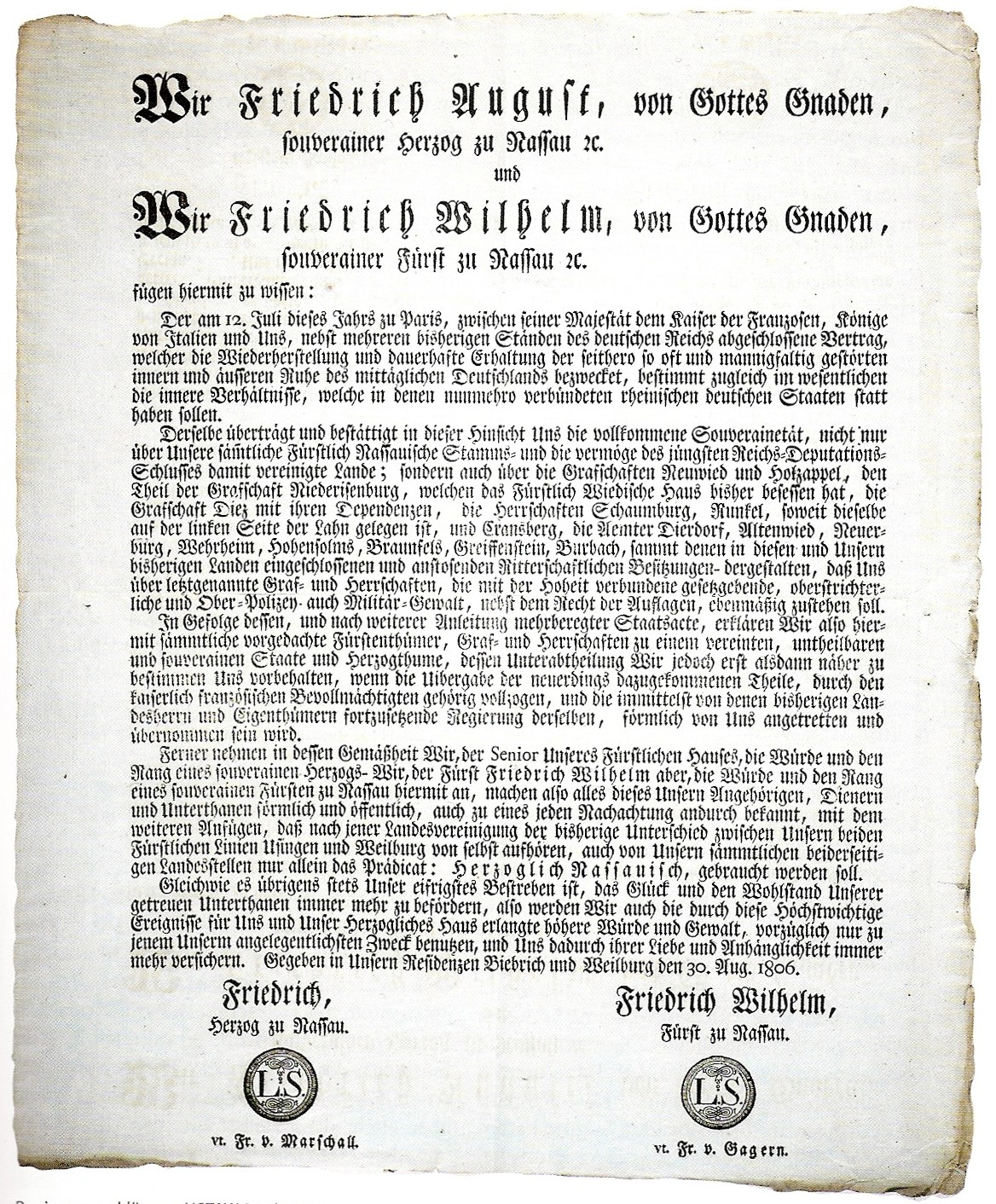
De stichtingsoorkonde van het hertogdom Nassau
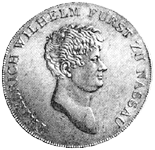
Munt met afbeelding van Frederik Willem

## Overige leden uit het huis

### Frederik Lodewijk (1683-1703)
Frederik Lodewijk van Nassau-Weilburg (Weilburg 28 december 1683 - gesneuveld in de Slag bij Speyerbach 15 november 1703) was de oudste zoon van graaf Johan Ernst van Nassau-Weilburg en Maria Polyxena van Leiningen-Dachsburg-Hartenburg. Hij was erfgraaf van Nassau-Weilburg sinds zijn geboorte. Hij sneuvelde als kolonel in de Slag bij Speyerbach.

### George Willem Belgicus (1760-1762)
George Willem Belgicus van Nassau-Weilburg (Den Haag, 18 december 1760 - Paleis Honselaarsdijk, 27 mei 1762) was de oudste zoon van vorst Karel Christiaan van Nassau-Weilburg en prinses Carolina van Oranje-Nassau.
George Willem Belgicus was vanaf zijn geboorte erfprins van het vorstendom Nassau-Weilburg. Omdat hij mogelijk erfgenaam van het erfstadhouderschap in de Republiek was, werd hij gereformeerd gedoopt. Hij overleed toen hij nog geen anderhalf jaar oud was. Zijn stoffelijk overschot werd op 1 juli 1762 bijgezet in de Grafkelder van Oranje-Nassau in de Nieuwe Kerk te Delft.

### Lodewijk (1761-1770)
Lodewijk van Nassau-Weilburg, volledige voornamen Willem Lodewijk Karel, (Den Haag, 12 december 1761 - Kirchheim, 16 april 1770), was de tweede zoon van vorst Karel Christiaan van Nassau-Weilburg en prinses Carolina van Oranje-Nassau.
Door het overlijden van zijn oudste broer George Willem Belgicus op 27 mei 1762 werd Lodewijk erfprins van het vorstendom Nassau-Weilburg. Hij werd in 1765 benoemd tot kolonel van het Overijsselse cavalerieregiment. Hij werd in 1767 benoemd tot proost van Sint-Jan te Utrecht. Hij overleed enkele dagen nadat hij plotseling ziek was geworden, en werd begraven in de gereformeerde kerk te Kirchheimbolanden.

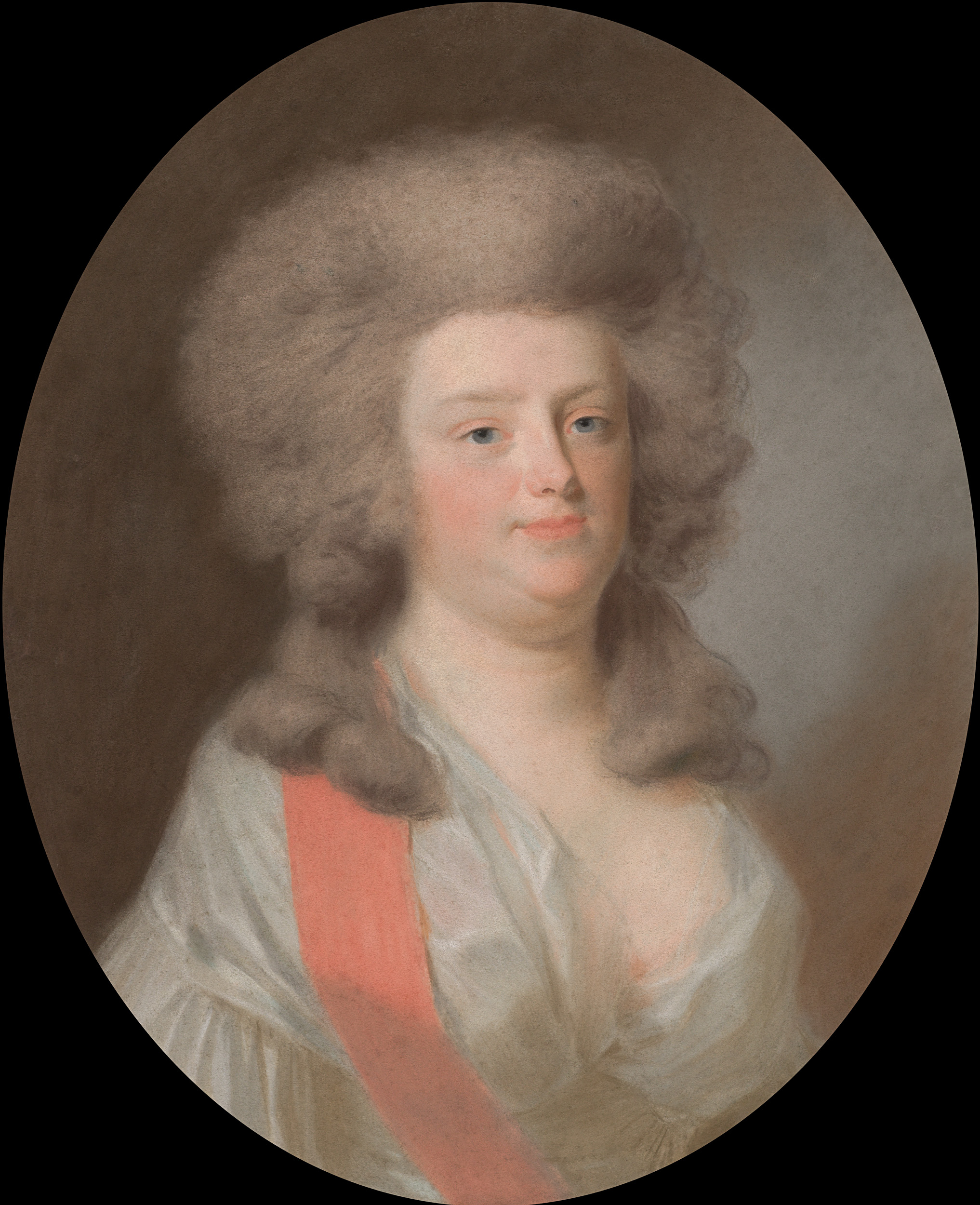
Maria van Nassau-Weilburg

### Maria (1764-1802)
Maria van Nassau-Weilburg, volledige voornamen Augusta Maria Carolina, (Den Haag, 6 februari 1764 - Weilburg, 25 januari 1802) was het derde kind en de oudste dochter van vorst Karel Christiaan van Nassau-Weilburg en prinses Carolina van Oranje-Nassau.
Maria was coadjutrix en decanes van het Sticht Herford en kanunnikes van de Abdij van Quedlinburg.

### Louise (1765-1837)
Louise van Nassau-Weilburg, volledige voornamen Wilhelmina Louise, (Den Haag, 28 september 1765 - Greiz, 10 oktober 1837) was het vierde kind en de tweede dochter van vorst Karel Christiaan van Nassau-Weilburg en prinses Carolina van Oranje-Nassau.
Louise huwde te Kirchheimbolanden op 9 januari 1786 met vorst Hendrik XIII Reuß (Oudere Linie) (Greiz, 16 februari 1747 - Greiz, 29 januari 1817). Hij volgde in 1800 zijn vader op als regerend vorst van Reuß ältere Linie. Uit het huwelijk werden vier kinderen geboren.

### Carolina (1770-1828)
Carolina van Nassau-Weilburg, volledige voornamen Carolina Louise Frederica, (Kirchheimbolanden, 14 februari 1770 - Wiesbaden, 8 juli 1828) was de derde dochter van vorst Karel Christiaan van Nassau-Weilburg en prinses Carolina van Oranje-Nassau.
Carolina huwde te Kirchheim op 4 september 1787 met vorst Karel Lodewijk Frederik Alexander van Wied-Runkel (Dierdorf, 9 september 1763 - Dierdorf, 9 maart 1824). Hij volgde in 1791 zijn vader op als vorst van Wied-Runkel. Het huwelijk bleef kinderloos.

### Karel (1775-1807)
Karel van Nassau-Weilburg, volledige voornamen Karel Frederik Willem, (Kirchheimbolanden, 1 mei 1775 - Weilburg, 11 mei 1807) was de zesde zoon van vorst Karel Christiaan van Nassau-Weilburg en prinses Carolina van Oranje-Nassau.
Karel werd op 15 januari 1789 overste in het Staatse leger. Hij was ridder in de Orde van Sint-Hubertus van de Keurpalts. Hij stierf ongehuwd en kinderloos.

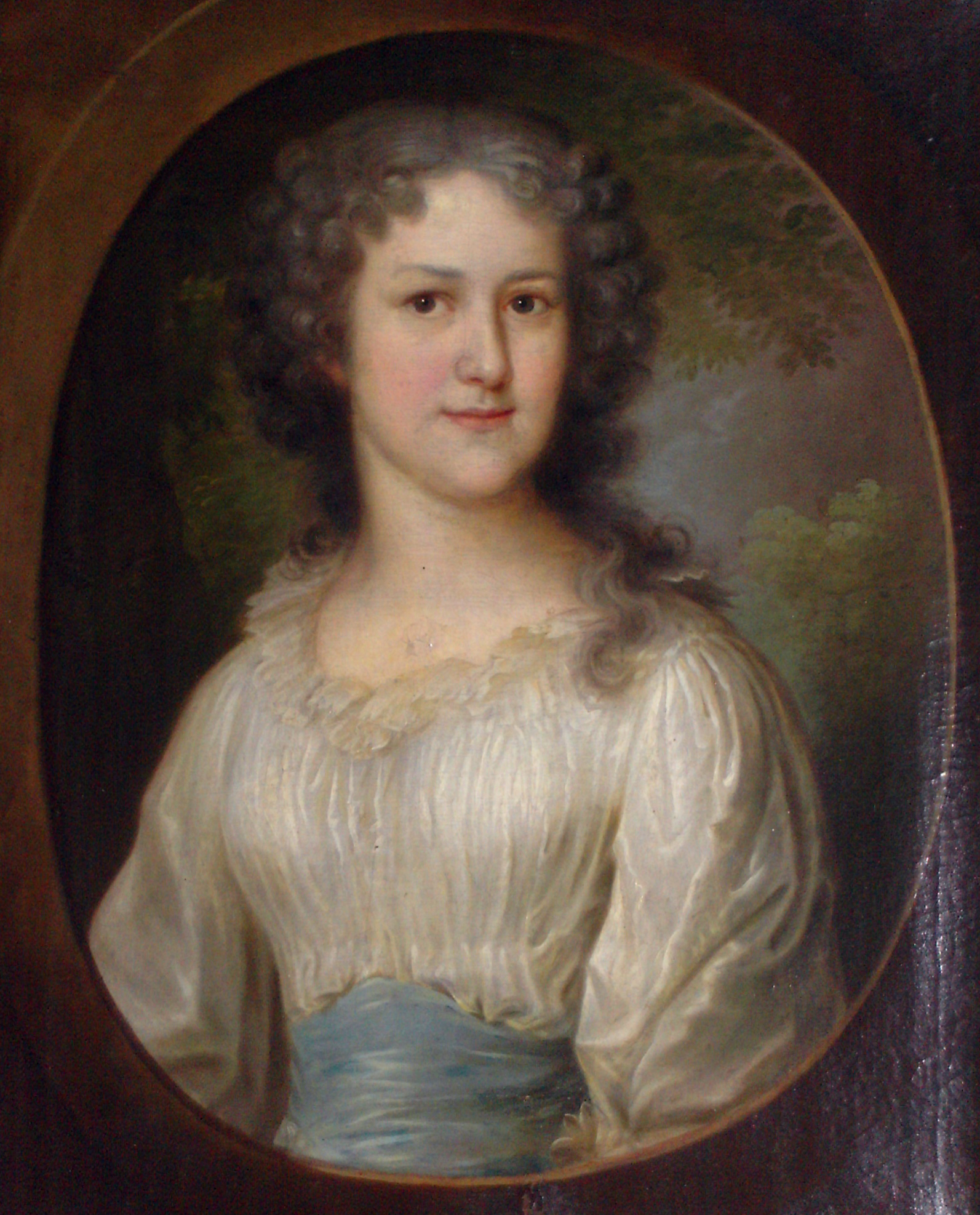
Amalia van Nassau-Weilburg

### Amalia (1776-1841)
Amalia van Nassau-Weilburg, volledige voornamen Amalia Charlotte Wilhelmina Louise, (Kirchheimbolanden, 6 augustus 1776 - Schaumburg an der Lahn, 19 februari 1841) was de vijfde dochter van vorst Karel Christiaan van Nassau-Weilburg en prinses Carolina van Oranje-Nassau.
Amalia huwde te Weilburg op 29 oktober 1793 met vorst Victor II Karel Frederik van Anhalt-Bernburg-Schaumburg-Hoym (Schaumburg, 2 november 1767 - Schaumburg, 22 april 1812). Hij volgde in 1806 zijn vader op als vorst van Anhalt-Bernburg-Schaumburg-Hoym. Uit dit huwelijk werden vier dochters geboren.
Amalia hertrouwde te Slot Schaumburg op 15 februari 1813 met baron Friedrich von Stein-Liebenstein zu Barchfeld (14 februari 1777 - 4 december 1849). Dit huwelijk bleef kinderloos.

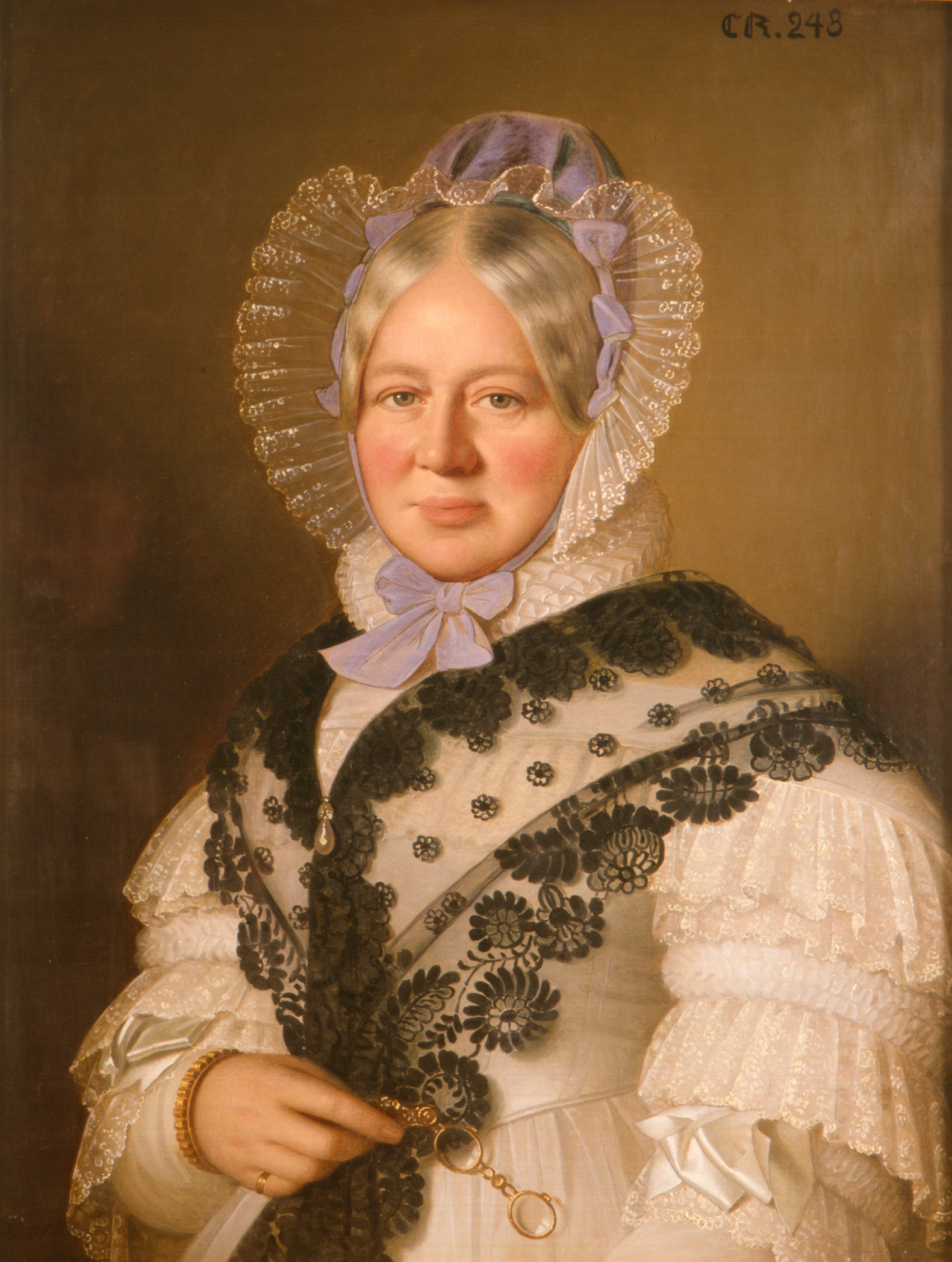
Henriëtte van Nassau-Weilburg (1780-1857)

### Henriëtte (1780-1857)
Henriëtte van Nassau-Weilburg (Kirchheimbolanden, 22 april 1780 - Kirchheim unter Teck, 2 januari 1857) was de zevende en jongste dochter van vorst Karel Christiaan van Nassau-Weilburg en prinses Carolina van Oranje-Nassau.
Nadat Henriëtte vroeg beide ouders verloren had, groeide ze op onder de hoede van haar oudste broer Frederik Willem.
Henriëtte huwde te Schloss Eremitage bij Bayreuth op 28 januari 1797 met hertog Lodewijk Frederik Alexander van Württemberg (Treptow an der Rega, 30 augustus 1756 - Kirchheim unter Teck, 20 september 1817). Het huwelijk gold volgens sommige berichten als harmonieus. Uit dit huwelijk werden vijf kinderen geboren.
Haar echtgenoot was eerst officier in Pruisische dienst en vanaf 1800 generaal in Russische dienst. Zijn carrière bracht veranderende woonplaatsen met zich mee; Henriëtte vergezelde haar man voortdurend. Dienovereenkomstig bracht ze haar vijf kinderen op vijf verschillende plaatsen ter wereld.
Na onzekere jaren, waarin haar echtgenoot veel schulden maakte, bestemde zijn broer, koning Frederik I van Württemberg, vanaf 1811 Slot Kirchheim als permanente woonplaats van het gezin. Na de dood van haar echtgenoot ontwikkelde Henriette een sterke sociale betrokkenheid, die de stad Kirchheim tot vandaag vormt.
Veel sociale instellingen, zoals een kleuterschool (1838), het ziekenhuis (1840) of de vrijwillige brandweer, zijn op haar initiatief ontstaan. Ter gelegenheid van haar 150-jarige sterfdag heeft de stad Henriëtte in 2007 geëerd met een tentoonstelling.

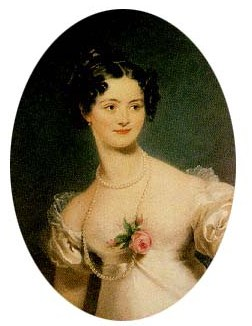
Henriëtte van Nassau-Weilburg (1797-1829)

### Henriëtte (1797-1829)
Henriëtte van Nassau-Weilburg, volledige voornamen Henriëtte Alexandrina Frederica Wilhelmina, (Schloss Eremitage bij Bayreuth, 30 oktober 1797 - Wenen, 29 december 1829) was de tweede dochter van vorst Frederik Willem en Louise van Sayn-Hachenburg.
Henriëtte huwde te Weilburg op 17 september 1815 met aartshertog Karel Lodewijk Johan Jozef Lorenz van Oostenrijk, hertog van Teschen (Florence, 5 september 1771 - Wenen, 30 april 1847). Uit dit huwelijk werden zeven kinderen geboren.
Henriëtte overleed aan roodvonk nadat ze een van haar kinderen had verzorgd die dezelfde ziekte had. Ze werd bijgezet in de Kapuzinergruft te Wenen.

## Eerdere tak Nassau-Weilburg
Voordien is er nog een zijtak van de Walramse Linie van het Huis Nassau geweest die Nassau-Weilburg genoemd wordt: de van 1355 tot 1605 bestaande eerste tak.